# Бакулюм

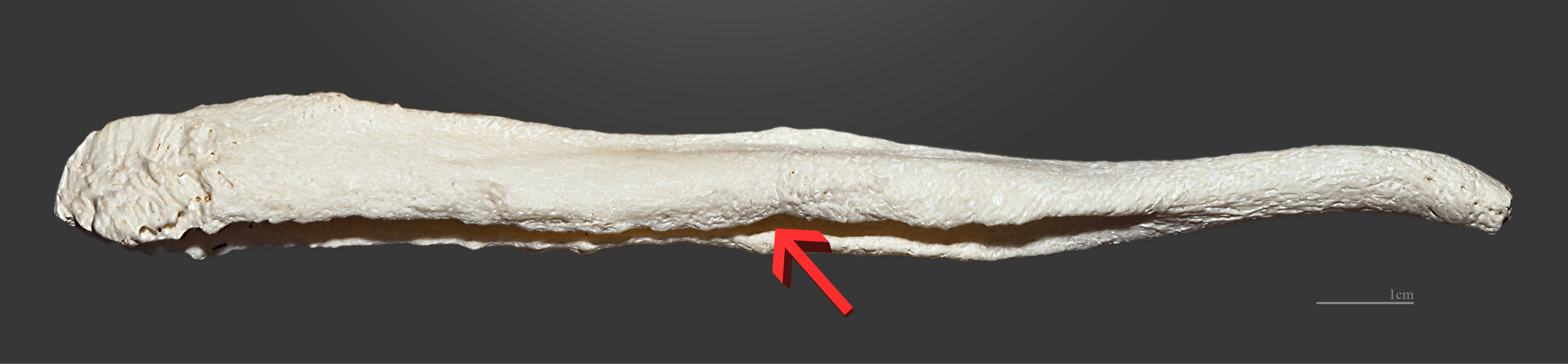
Бакулюм пса

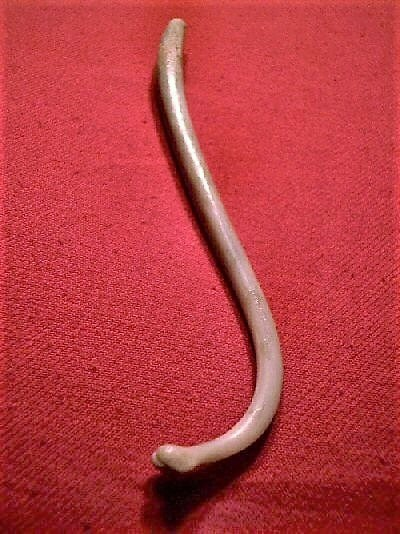
Бакулюм єнота

Ба́кулюм (baculum, os priapi, os penis) — кістка в сполучній тканині статевого члена деяких ссавців. У різній мірі розвитку виявлена у 5 рядів ссавців: комахоїдних, кажанів, гризунів, хижих і більшості приматів, за винятком деяких мавпових, довгоп'ятів і людини. Так, у гризунів бакулюм повністю розвинений як справжня кістка, в той час як у деяких видів ластоногих він редукований до стану хряща, аж до повної відсутності. Відсутній у більшості ссавців, які налічують три десятки сучасних рядів (відповідно до класифікації мозоленогих виділяють в окремий ряд).

## Походження
Формується над сечівником зі сполучної тканини, що формує запалі тіла. Найчастіше розташовується між печеристим тілом і сечівником (нерідко має поглиблення або навіть канал для уретри). У гризунів бакулюм, крім іншого, містить гемопоетичну тканину і, таким чином, можливо, бере участь у кровотворенні нарівні з іншими органами кровотворення. Невідомо точно, які ембріональні клітини слугують його попередником. Ряд дослідників вважають, що бакулюм не є справжньою кісткою, а формується в результаті відкладення кальцію в тканині кавернозних тіл. Такий висновок був зроблений з уваги на відсутність будь-якого зв'язку бакулюма з іншим скелетом. Однак у гризунів він, мабуть, є справжньою кісткою.

## Будова
Ця кістка дуже різноманітна за формою і будовою. Також для деяких видів вона є важливою систематичною ознакою.

## Призначення
Оскільки бакулюм, що має різну ступінь розвитку, присутній лише у 5 рядів ссавців, точне його призначення в акті запліднення невідомо. Може бути як повністю розвинений, так і повністю редукований навіть у межах одного ряду (наприклад у деяких рукокрилих). Вважається, що бакулюм: 
1. полегшує, при недостатній ерекції, виконання статевого акту;
2. бере участь у додатковій стимуляції самиці під час злягання для видів, у яких запліднення залежить від стану самиці[1].

## Баубеллюм
Баубеллюм baubellum, os clitoridis) — аналогічна бакулюму структура, присутня в печеристій тканині самок. Походження, ймовірно, аналогічне походженню бакулюма. Може бути так само як і бакулюм повністю розвинений, так і повністю редукований навіть у межах одного ряду (наприклад у деяких рукокрилих).

## В культурі
У фольклорі поширене повір'я про те, що подібну кістку можна використовувати як амулет для удачі і збільшення чоловічої потенції. Крім того, існує точка зору, що Єва була створена не з ребра Адама, а саме з бакулюма. Тому ця кістка відсутня у людини.